# 1993 au théâtre
| Années du théâtre : 1990 - 1991 - 1992 - 1993 - 1994 - 1995 - 1996    |
| Décennies du théâtre : 1960 - 1970 - 1980 - 1990 - 2000 - 2010 - 2020 |

Cet article présente les faits marquants de l'année 1993 au théâtre.

## Pièces de théâtre représentées
- 15 janvier : Les Monstres sacrés de Jean Cocteau, mise en scène Raymond Gérôme, Théâtre des Bouffes-Parisiens (Paris) avec Michèle Morgan et Jean Marais
- 13 avril : Arcadia de Tom Stoppard, Royal National Theatre Londres
- 23 septembre : Le Visiteur d'Éric-Emmanuel Schmitt, Petit Théâtre de Paris
- 2 décembre : La Résistible Ascension d'Arturo Ui de Bertolt Brecht, mise en scène Jérôme Savary, Théâtre national de Chaillot
- 13 février : Dialogue avec une jeune fille morte de Jacques Hiver, Théâtre Essaïon de Paris, avec Jacques Dacqmine, Hélène Roussel et Claire Borotra

## Festival d'Avignon

### Cour d'honneur duPalais des Papes
- x

## Récompenses
- 7e Nuit des Molières (Molières 1993)
- Prix Arletty :
  - Prix de l'interprétation théâtrale : Isabelle Carré pour Le mal court
  - Prix de l'œuvre dramatique : Abla Farhoud
- Prix AWGIE de la scène : Alma De Groen, pour The Girl Who Saw Everything

## Décès
- 6 janvier : Maurice Nasil, acteur français (°1913)
- 25 février : Eddie Constantine, chanteur et acteur américain (°1917)
- 28 février : Franco Brusati dramaturge italien (°1922)
- 18 juin : Jean Cau, écrivain, journaliste et polémiste français (°1925)
- 19 août : Gérard Hérold, acteur français (°1939)
- 2 septembre : Mireille Audibert, comédienne française (°1944)
- 21 septembre : Fernand Ledoux, acteur français d'origine belge (°1897)
- 9 octobre : Denis Manuel, comédien français (°1934)
- 12 octobre : Jean Degrave, comédien français (°1921)
- 15 novembre : Elena Gogoleva, actrice de théâtre soviétique (°1900)
- 16 novembre : Yves Brainville, auteur dramatique français (°1914)
- 20 novembre : Christopher Frank, scénariste et dialoguiste français (°1942)
- 11 décembre : Elvire Popesco comédienne roumaine et française (°1894)
- 22 décembre : Sylvia Bataille, actrice française (°1908)